# ミロス・ブヤニッチ
ミロシュ・ヴヤニッチ（セルビア語: Милош Вујанић, ラテン文字転写: Miloš Vujanić、1980年11月30日 - ）は、セルビアのプロバスケットボール選手。ユーゴスラビア連邦セルビアマチュヴァ郡ロズニツァ出身。ポジションはポイントガード。190cm、88kg。